# Erna Fenkohl-Herzer
Erna Fenkohl-Herzer (geb. Herzer; * 13. März 1882 in Glogau, Provinz Schlesien; † 24. März 1975 in Berlin) war eine deutsche Malerin und Holzschneiderin. 

## Leben
Erna Fenkohl-Herzer lebte und arbeitete in Berlin. Im Jahr 1914 heiratete sie den Maler Gustav Fenkohl. Von 1926 bis 1955 war sie Mitglied im Verein Berliner Künstler und beschickte in dieser Zeit mehrfach dessen Ausstellungen. Sie malte Porträts, Blumenstücke, Tierbilder und Miniaturen. Außerdem gehören Holzschnitte und wissenschaftliche Zeichnungen zu ihrem Gesamtwerk. Ihre Bilder sind im Besitz der Städte Berlin und Darmstadt.

## Werke
- Papagei. Holzschnitt in 9 Farben auf Papier[3]
- Porträt von Gustav Fenkohl, Zeichnung, 1920[4]
- Portrait einer jungen Frau. Kreide auf Karton; um 1940